# Landtagswahlkreis Weinheim
Der Wahlkreis Weinheim (Wahlkreis 39) ist ein Landtagswahlkreis in Baden-Württemberg. Er umfasste bei der Landtagswahl 2006 die Gemeinden Dossenheim, Edingen-Neckarhausen, Heddesheim, Hemsbach, Hirschberg an der Bergstraße, Ilvesheim, Ladenburg, Laudenbach, Schriesheim und Weinheim des Rhein-Neckar-Kreises. Bei der Landtagswahl 2011 blieb die Wahlkreiseinteilung unverändert; wahlberechtigt waren 106.579 Einwohner.

## Wahl 2021
Die Landtagswahl 2021 hatte folgendes Ergebnis:
| Direktkandidat           | Partei       | Stimmen in % | Landtagswahl 2016 Stimmen in % |
| ------------------------ | ------------ | ------------ | ------------------------------ |
| Hans-Ulrich Sckerl       | Grüne        | 35,6         | 29,2                           |
| Julia Philippi           | CDU          | 22,6         | 25,8                           |
| Robert Schmidt           | AfD          | 7,9          | 15,2                           |
| Sebastian Cuny           | SPD          | 13,4         | 15,3                           |
| Alexander Kohl           | FDP          | 8,6          | 8,8                            |
| Detlef Gräser            | DIE LINKE    | 3,6          | 3,0                            |
| Klara Bronberger         | ödp          | 0,7          | 0,7                            |
| Felix Illert             | Die PARTEI   | 1,6          | –                              |
| Stephan Frauenkron       | Freie Wähler | 2,9          | –                              |
| Peter Ullmann            | dieBasis     | 1,1          | –                              |
| Sieglinde Wiese-Striegel | KlimalisteBW | 0,8          | –                              |
| Uwe Kempermann           | WiR2020      | 0,4          | –                              |
| Robin Fleige             | Volt         | 0,8          | –                              |
| –                        | Sonstige     | –            | 2,0                            |

## Wahl 2016
Die Landtagswahl 2016 hatte folgendes Ergebnis:
| Direktkandidat     | Partei    | Stimmen in % |
| ------------------ | --------- | ------------ |
| Hans-Ulrich Sckerl | Grüne     | 29,2         |
| Georg Wacker       | CDU       | 25,8         |
| Gerhard Kleinböck  | SPD       | 15,3         |
| Michael Ott        | AfD       | 15,2         |
| Andrea Reister     | FDP       | 8,8          |
| Matthias Hördt     | DIE LINKE | 3,0          |
| Roland Geörg       | ALFA      | 1,4          |
| Jan Altnickel      | ödp       | 0,7          |
| Jan Jaeschke       | NPD       | 0,4          |
| Gerald Neumann     | REP       | 0,2          |

## Wahl 2011
Die Landtagswahl 2011 hatte folgendes Ergebnis:
| Direktkandidat     | Partei    | Stimmen in % | Landtagswahl 2006 Stimmen in % | Landtagswahl 2001 Stimmen in % |
| ------------------ | --------- | ------------ | ------------------------------ | ------------------------------ |
| Georg Wacker       | CDU       | 35,0         | 42,6                           | 42,6                           |
| Gerhard Kleinböck  | SPD       | 25,5         | 27,2                           | 37,9                           |
| Hans-Ulrich Sckerl | Grüne     | 26,4         | 12,6                           | 08,2                           |
| Birgit Arnold      | FDP       | 05,6         | 10,2                           | 07,4                           |
| Matthias Hördt     | DIE LINKE | 02,9         | WASG: 3,8                      | –                              |
| Michaela Rey       | REP       | 00,7         | 02,2                           | 03,3                           |
| Jan Jaeschke       | NPD       | 01,0         | –                              | –                              |
| Helmut Karl        | ödp       | 00,6         | –                              | 00,5                           |
| Hartmut Schönherr  | PIRATEN   | 02,4         | –                              | –                              |
| –                  | Sonstige  | –            | 01,4                           | –                              |

Zweitmandate erhielten Gerhard Kleinböck (SPD) und Hans-Ulrich Sckerl (Grüne).

## Abgeordnete seit 1976
Bei den Landtagswahlen in Baden-Württemberg hat jeder Wähler eine Stimme, mit der sowohl der Direktkandidat als auch die Gesamtzahl der Sitze einer Partei im Landtag ermittelt werden. Dabei gibt es keine Landes- oder Bezirkslisten, stattdessen werden zur Herstellung des Verhältnisausgleichs unterlegenen Wahlkreisbewerbern Zweitmandate zugeteilt.
Den Wahlkreis Weinheim vertraten seit 1976 folgende Abgeordnete im Landtag:
| Partei | Art des Mandats | Abgeordnete |
| ------ | --------------- | --- |
| CDU    | Erstmandat      | Gerhart Scheuer 1976, 1980, 1984 Hans Lorenz 1988, 1992 Georg Wacker 1996, 2001, 2006, 2011 |
| CDU    | Zweitmandat     | Georg Wacker 2016, Mandat niedergelegt am 31. Dezember 2017 Julia Philippi nachgerückt am 1. Januar 2018 |
| SPD    | Zweitmandat     | Wolfgang Daffinger 1976, 1980, 1984, 1988, 1992 Hans Georg Junginger 1996, 2001, 2006, Mandat niedergelegt am 31. August 2009 Gerhard Kleinböck nachgerückt am 1. September 2009, 2011, 2016 Sebastian Cuny 2021 |
| FDP    | Zweitmandat     | Bernhard Scharf 1988, 1992 Hans Freudenberg 1996, Mandat niedergelegt am 11. Dezember 1998 Lieselotte Schweikert nachgerückt am 15. Dezember 1998 Birgit Arnold 2006                                             |
| Grüne  | Erstmandat      | Hans-Ulrich Sckerl 2016, 2021, verstorben am 14. Februar 2022 Fadime Tuncer nachgerückt am 21. Februar 2022 |
| Grüne  | Zweitmandat     | Jürgen Rochlitz 1988 Hans-Ulrich Sckerl 2006, 2011 |